# Peroksidaza rena
Enzim peroksidaza rena (HRP), prisutan u korenu rena, ekstenzivno se koristi u biohemiji, prvenstveno zbog njegove spososobnosti da pojača slab signal i da uveća detektabilnost ciljnih molekula. On je metaloenzim sa mnoštvom izoformi, od kojih je najbolje izučen tip C.

## Struktura
Struktura enzima je prvi put rešena pomoću rendgenske kristalograpije 1997. godine. Od tog vremena je strukture rešena više puta sa različitim supstratima. Ovaj enzim je alfa heliksni protein koji vezuje hem kao redoks kofaktor.

## Substrati
Sam HRP enzim, ili njegovi konjugati, su od male koristi. Njegovo prisustvo se mora učiniti vidljivim koristeći supstrat, koji nakon oksidacije posredstvom HRP koristeći vodonik peroksid kao oksidacioni agens proizvodi karakterističnu promenu, koja se može detektovati spektrofotometrijskim metodama.
Brojni supstrati za peroksidazu rena su poznati i komercijalno dostupni. Supstrati se dele u nekoliko kategorija. HRP katalizuje konverziju hromogenih supstrata (npr., TMB, DAB, ABTS) u obojene produkte, i proizvodi svetlost kad deluje na hemiluminescentne supstrate (npr. poboljšana hemiluminescencija pomoću luminola).

## Spoljašnje veze
- Horseradish peroxidase на 